# Cacatua de les Filipines
La cacatua de les Filipines (Cacatua haematuropygia) és una espècie d'ocell de la família dels cacatuids (Cacatuidae) que habita boscos i terres de conreu de les illes Filipines.